# Lovesick Blues
〈Lovesick Blues〉는 클리프 프렌드와 어빙 밀스가 쓴 쇼 튠이다. 1922년 뮤지컬 《오, 어니스트》에 처음 등장했다. 1928년에는 에멧 밀러가 녹음했고 이후 컨트리 음악 가수 렉스 그리핀도 녹음했다. 그리핀과 밀스의 녹음에 인상을 받은 행크 윌리엄스가 1948년 《루이지애나 헤이라이드》에서 첫 출연할 당시 공연했다. 관중으로부터 열렬한 찬사를 받은 윌리엄스는 자기 버전으로 음반을 낼 생각을 했으나 당초 프로듀서 프레드 로즈와 자신의 밴드의 압력으로 지연되었다.
MGM 레코드는 〈Lovesick Blues〉를 1949년 2월 발매했다. 하룻밤 사이 성공해 빌보드 C&W 싱글 차트에서 순식간에 1위에 도달하였고 주크박스에서 가장 많이 재생된 목록에서 24위에 올랐다. 잡지사 측에서는 이 곡을 올해 최고의 컨트리 및 웨스턴 레코드로 지정했고, 《캐쉬박스》는 "올해 최고의 힐빌리 레코드"라고 칭했다.
지금껏 여러 커버 버전이 녹음되었다. 이중 가장 유명한 것이 프랭크 아이필드의 1962년작으로, 영국 싱글 차트에서 정상에 올랐다. 2004년, 윌리엄스의 버전은 국립 녹음 등재목록에 추가되었다.

## 배경과 녹음

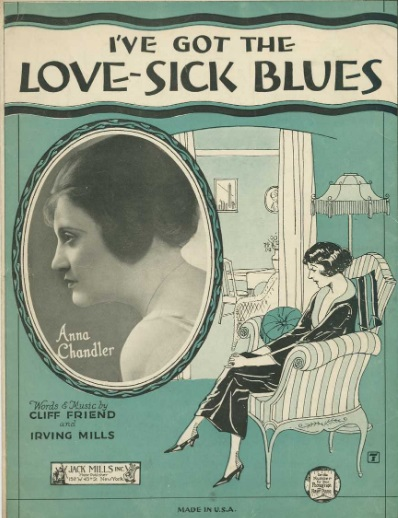

〈Lovesick Blues〉의 원제목은 〈I've Got the Lovesick Blues〉였고 잭 밀스가 출판했다. 1922년 어빙 밀스가 가사를 쓰고 클리프 프렌드가 음악을 작곡했다. 애나 챈들러가 틴 팬 앨리 뮤지컬 《오, 어니스트》에서 처음 공연했다. 첫 녹음은 1922년 오케 레코드에 의한 엘리스 클라크의 녹음이었다. 이 녹음 이후인 1922년 4월 3일 클리프와 프렌드가 저작권 등록을 했다. 1922년 6월 뉴욕 시 브로드워크 클럽에서 공연된 곡 중 하나였고 이듬해 여름에는 보칼리온 레코드의 잭 셰이가 녹음했다.
1925년 9월 1일, 오케 레코드는 스카우트 랄프 피어 및 녹음진들을 노스캐롤라이나주 애시빌로 보냈다. 청운의 꿈을 품은 아티스트 가운데 피어가 선발한 것은 에멧 밀러였다. 피아노의 월터 로스록과 밀러는 총 네 곡을 녹음했고 그중 〈Lovesick Blues〉가 있었다. 그 싱글이 "빅 배드 빌리 (이즈 스위트 윌리엄 나우)" 명의로 1925년 발매되었다. 1928년 6월 12일 조지아 크래커스 (토미 도르시, 지미 로드시, 레디 랭, 레오 맥콘빌)과 밀러는 곡을 재녹음했지만 이번에는 판매량이 부진했다. 밀러 버전은 1939년 데카 레코드의 컨트리 음악 가수 렉스 그리핀이 커버했다. 그리핀은 곡의 원래 후렴 "I got a feeling called the blues"를 절로 바꾸고 그 자리에 있는 절 "I'm in love, I'm in love, with a beautiful gal"을 새롭게 후렴 안에 넣어 재편곡했다.

## 행크 윌리엄스 버전
밀러와 그리핀 버전 모두를 들었던 행크 윌리엄스는, 1948년 8월 합류한 직후였던 《루이지애나 헤이라이드》에서 곡을 공연하기 시작했다. 그 쇼의 프로듀서이자 KWKH 소속 프로그래밍 감독이던 호레이스 로건은 윌리엄이 쇼에서 곡을 공연하자 관중들이 "미친듯 열광했다(went crazy)"고 보고했다. 관중의 확실한 호평을 고려하여 노래의 음반을 제작하기로 윌리엄스는 마음을 굳혔다. 자기 음악가들과 프로듀서 프레드 로즈에게 상의하고 질문하려 갔는데, 프레드는 녹음할 가치가 있다고 생각하지 않았다. 자신이 받은 환호를 떠올리며 윌리엄스는 집요하게 굴었고 녹음 장소를 오하이오주 신시내티 소재 허조그 스튜디로 잡고 30분가량 최종 세션을 가졌다. 그때가 1948년 12월 22일이었다. 이 녹음을 위해 윌리엄스는 재즈 음악가를 모던 컨트리 음악 밴드로 대체하고 리듬 기타, 만돌린, 스트링 베이스, 드럼, 스틸 기타로 기악을 편성했다. 윌리엄스의 세션 밴드는 클라이브 바움 (만돌린), 제크 터너 (전자 기타), 제리 브라이드 (스틸 기타), 토미 잭슨 (피들), 윌리 솔 (베이스)로 구성되었다. 얼마 안 되어 브라이드와 터너는 자기들이 어니스트 터브 세션에서 지미 로저스의 〈Waiting for a Train〉을 위해 사용한 음악 편곡을 모방했다. 《아메리칸 마스터스》에는 윌리엄스의 일화가 수록되어 있는데, 여기서 드리프팅 카우보이의 돈 헬름이 다음과 같이 회고했다. "그들이 'Lovesick Blues'를 녹음할 때 프레드는 행크에게 '이 곡은 너무 터무니없어! 그 안에 마디가 너무 많을 뿐더러 넌 그 음을 너무 오래 끌어.'라고 다그쳤죠. 그러자 행크가 한 말이, '음, 그러시면 제가 그 음을 부를 때마다, 제가 할 수 있는 한 가장 길게 끌어보죠.' 그냥 농담삼아 한 말이었어요. 그리고 프레드가 말했죠. '그럼, 이제 내 말을 잘 듣게. 이건 터무니없어, 그리고 나는 커피 한 잔 마시고 올테니 그때까지 이걸 녹음해 놓는게 좋을 걸세.' 그렇게 했는데, 아직 터무니없어 보였어요. 그래서 프레드는 평생 그 생각을 품고 살 수 밖에 없었죠." 윌리엄은 그리핀의 4/4박자 홍키 통크 트랙과 가사 편곡, 밀러의 녹음에서 발견되는 요들링과 비트 드롭을 가져와 혼합했다. 〈Lovesick Blues〉는 두 테이크가 녹음됐다.

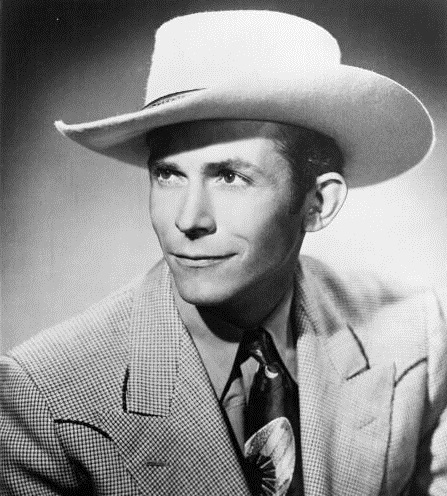
MGM의 홍보용 사진에서 행크 윌리엄스의 모습

MGM은 〈Lovesick Blues〉를 〈Never Again (Will I Knock On Your Door)〉와 짝지어 1949년 2월 11일에 발표했다. 그 첫 2주만에 50,000장 물량이 팔렸다. 1949년 2월 26일호 빌보드는 곡을 "행크의 재즈-마-태즈 방식과 귀를 사로잡는 요들링은 그 면을 계속 회전하게 만든다."고 평가했다. 빌보드로 전달된 투표를 기반으로 디스크 자키는 85점을 음반 판매상은 92점을 주크박스 사업자는 85점을 매겼다. 이 세 평가를 종합하여 평균 84점의 점수를 획득했다. 빌보드는 100포인트 척도를 감안하여 음반을 "훌륭하다(Excellent)"고 칭했다. 빌보드 톱 C&W 싱글에서 정상의 자리를 6주간 지켰고 주크박스에서 가장 많이 재생된 곡에서 24위에 올랐다. 잡지사 측에서는 이 곡을 "1949년 최고의 컨트리 및 웨스턴 레코드"로 지정했고, 《캐쉬박스》는 "올해 최고의 힐빌리 레코드"라고 칭했다. 1949년 3월, 웨슬리 로즈가 윌리엄스에게 그린필과 밀러의 음반을 송부해 노래가 공공 도메인임을 입증하라고 요구했다. 원 작사가 어빙 밀스는 아커프-로즈를 고소했다. 소송은 1949년 11월 1일 일단락 되었고, 밀스와 아커프-로즈는 윌스의 녹음의 출판권을 공유하기로 합의했다. 밀스가 대공황 시기 친구의 판권을 사들임에 따라 나머지 곡의 판권도 그가 보유했다.
곡의 성공에 힘입어 윌리엄스는 1949년 6월 11일 《그랜드 올 오프리》에 게스트로 초청되었다. 공연 이후 윌리엄스는 기립박수를 받았다. 〈Lovesick Blues〉는 곧 그의 특징적 노래가 되었고 자기 공연을 마무리할 때 활용하고는 했다. 그의 첫 넘버원 히트이기도 했기에 윌리엄스는 무대 이름으로 "러브식 블루스 보이(The Lovesick Blues Boy)"로 불리기도 했다. 1949년, 윌리엄스는 "올해의 톱 셀링 포크 아티스트" 목록에서 레디 아놀드에 이어 두 번째 자리를 차지했다. 윌리엄스 버전은 영화 《마지막 영화관》 (1971), 《포레스트 검프》 (1994), 《쇼생크 탈출》 (1994)에서 사용되었다. 2004년, 미의회도서관에 의해 국립 녹음 등재목록에 추가되었다.

## 더 크리케츠 버전
더 크리케츠가 1971년 윌리엄스 버전을 기반으로 하여 곡을 커버해 발표한다. 필립스 레이블이 B면 〈My Rockin' Days〉와 함께 싱글로 출시했다. 녹음 편성은 소니 커티스가 리드 기타 및 보컬, 조 오스본이 베이스, 제리 앨리슨이 드럼, 글렌 하딘이 피아노였다. 1972년 올드 그레이 휘슬 테스트에서 라이브 공연했다. 이후 1973년 음반 《Bubblegum, Bop, Ballad And Boogies》에 수록된 곡 중 하나다.

## 그외 버전
- 가수 소니 제임스가 지신의 버전을 〈Dear Love〉을 뒷면에 담아 1957년 6월 발표.[24] 빌보드 핫 컨트리 송에서 15위까지 도달.[25]
- 슬림 휘트먼이 녹음해 〈Dear Love〉을 뒷면으로 1957년 발표.
- 제리 리 루이스가 녹음해 선 레코드를 통해 발표.
- 팻시 클라인이 녹음해 1960년 발표
- 플로이드 크래머가 기악 버전을 녹음해 1962년 발표. 빌보드 핫 100에서 87위까지 도달.[26]
- 1962년 12월, 프랭크 아이필드가 녹음해 영국 싱글 차트 정상에까지 도달,[27] 마찬가지로 다음달 빌보드 핫 100에서 44위까지 도달.[28] 《그래머폰》은 그의 노랫소리를 "거칠고 요란한 지미 로저스"와 비교함.[29] 한편, 《엘리자베산》은 다음과 같이 혹평함. "행크 윌리엄스 넘버를 감히 넘볼 컨트리 싱어가 없음이 프랭크 아이필드의 'Lovesick Blues'를 통해 확정되었다." 평론은 아이필드가 "지미 리브스의 깊이와 고유특성은 물론이고 돈 깁슨의 미묘한 멜로디 솜씨 또한 전무하다"고 끝을 맺음.[30] 1963년 2월 말엽, 빌보드가 추산한 바 세계적으로 1백만 장 가까이 팔림.[31]
- 멀 해거드가 녹음해 1973년 라이브 음반 《I Love Dixie Blues》 수록.
- 글렌 캠벨이 녹음해 1974년 음반 《Houston (I'm Comin' to See You)》 수록.
- 돈 맥클린이 녹음해 1976년 라이브 음반 《Solo》 수록.
- 조지 스트레이트가 녹음해 발표한 버전이 빌보드 핫 컨트리 싱글 24위까지 오름.[32] 또한 RPM 컨트리 트랙에서 22위까지 오름.[33] 이것으로 스트레이트의 31번 연이은 톱 10 진입 기록이 깨짐.
- 로레타 린, 돌리 파튼, 태미 와이넷이 녹음해 1993년 음반 《Honky Tonk Angels》에 수록. 팻시 클라인 피처링.
- 알렉스 칠턴의 1997년 라이팅 팩토리 공연이 음원이 2013년 라이브 음반 《Electricity By Candlelight》 수록.
- 라이언 애덤스가 녹음해 2001년 행크 윌리엄스 대표곡 콜렉션 〈Timeless〉에 수록.
- 리앤 리암즈가 녹음해 본명과 동명의 음반에 수록.
- 리틀 윌리스가 녹음해 2012년 음반 《For the Good Times》에 수록.
- 제이미 컬럼이 녹음해 2014년 음반 《Interlude》에 수록.

## 차트 성적

### 행크 윌리엄스
| 차트 (1949)                                            | 최고 순위 |
| ------------------------------------------------------ | --------- |
| 빌보드 핫 컨트리 싱글                                  | 1         |
| 미국 빌보드 디스크 자키에 의해 가장 많이 연주된 레코드 | 24        |

### 그외 아티스트
| 연도 | 아티스트        | 차트                     | 최고 순위 |
| ---- | --------------- | ------------------------ | --------- |
| 1957 | 소니 제임스     | 빌보드 핫 컨트리 싱글    | 15        |
| 1962 | 플로이드 크래머 | 빌보드 팝 싱글           | 87        |
| 1962 | 프랭크 아이필드 | 영국 싱글 차트           | 1         |
| 1963 | 프랭크 아이필드 | 빌보드 팝 싱글 차트      | 44        |
| 1992 | 조지 스트레이트 | 캐나다 컨트리 트랙 (RPM) | 22        |
| 1992 | 조지 스트레이트 | 빌보드 핫 컨트리 트랙    | 24        |

| 이전 조지 모건의 〈Candy Kisses〉       | 드리프팅 카우보이와 행크 윌리엄스의 베스트셀링 리테일 포크 레코드 1위 노래 1949년 5월 7일 (16주) | 이후 에디 아놀드의 〈I'm Throwing Rice (At the Girl That I Love)〉 웨인 레니의 〈Why Don't You Haul Off and Love Me〉 |
| 이전 에디 아놀드의 〈Bouquet of Roses〉 | 빌보드 베스트셀링 리테일 포크 레코드 올해의 1위 싱글 1949년                                      | 이후 행크 스노우의 〈I'm Moving On〉                                                                                  |
| 이전 더 토네이도스의 〈Telstar〉        | 영국 1위 싱글 1962년 11월 8일 (5주, 프랭크 아이필드 버전)                                        | 이후 엘비스 프레슬리의 〈Return to Sender〉(12월 13일)                                                                |

## 같이 보기
- 요들

## 참고 문헌
- Billboard staff (1949). “Record Reviews”. 《Billboard》 (Nielsen Business Media, Inc) 61 (9). ISSN 0006-2510.
- Billboard staff (1957). “Tips on Coming Tops”. 《Billboard》 (Nielsen Business Media, Inc) 69 (24). ISSN 0006-2510.
- Billboard staff (1962). “Billboard Music Week Hot 100”. 《Billboard》 (Nielsen Business Media, Inc) 74 (16). ISSN 0006-2510.
- Billboard staff 2 (1962). “Hits of the World”. 《Billboard》 (Nielsen Business Media, Inc) 74 (49). ISSN 0006-2510.
- Billboard staff (1963). “Billboard Hot 100” 75 (4). Nielsen Business Media, Inc. ISSN 0006-2510.
- Campbell, Michael (2011). 《Popular Music in America: The Beat Goes on》. Cengaging Learning. ISBN 978-0-8400-2976-8.
- Deikman, Diane (2007). 《Live Fast, Love Hard: The Faron Young Story》. University of Illinois Press. ISBN 978-0-252-09380-7.
- Escott, Colin (1994). 《Hank Williams: The Biography》. Hachette Digital, Inc. 307쪽. ISBN 0-316-24986-6.
- Gilliland, John (1969). 〈Pop Chronicles: Tennessee Firebird: American country music before and after Elvis〉. 《1》. 제 9회. KRLA 1100.
- Gramophone staff (1962). 《Gramophone》 (General Gramophone Publications Limited) 40. |제목=이(가) 없거나 비었음 (도움말)
- Harwood, Robert (2008). 《I Went Down to St. James Infirmary: Investigations in the Shadowy World of Early Jazz-Blues in the Company of Blind Willie McTell, Louis Armstrong, Don Redman, Irving Mills, Carl Moore, and a Host of Others, and Where Did This Dang Song Come from Anyway?》. Harlan Press. ISBN 978-0-9809743-0-0.
- Jennings, Dana (2008). 《Sing Me Back Home: Love, Death, and Country Music》. Macmillan. ISBN 978-1-4299-9624-2.
- Koon, George William (1983). 《Hank Williams, so Lonesome》. University of Mississippi press. ISBN 978-1-57806-283-6.
- Kosser, Michael (2006). 《How Nashville Became Music City, U.s.a.: 50 Years of Music Row》. ISBN 978-0-634-09806-2.
- RPM staff (1992). “RPM100 Country Tracks”. 《RPM》 55 (13).
- Tosches, Nick (2002). 《Where dead voices gather》. Little, Brown and Co. ISBN 978-0-316-07714-9.
- Tosches, Nick (2009). 《Country: The Twisted Roots of Rock 'n' Roll》. Da Capo Press. ISBN 978-0-7867-5098-6.
- Tyler, Don (2008). 《Music of the post war era》. ABC-Clio. ISBN 978-0-313-34191-5.
- Valentine, Anne (1963). “Music Review”. 《Elizabethan》 (Periodical Publications) 16.
- Wedge, Don (1963). “Disk Retailers Association Meets” 75 (8). Nielsen Business Media, Inc. ISSN 0006-2510.
- Whitburn, Joel (2005). 《Joel Whitburn's Top Country Songs: 1944–2005, Billboard》. Record Research. ISBN 978-0-89820-165-9.
- Williams, Roger M. (1981). 《Sing a sad song: the life of Hank Williams》. University of Illinois Press. ISBN 978-0-252-00861-0.